# Fajão - Vidual
Fajão - Vidual é uma freguesia portuguesa do município de Pampilhosa da Serra, com 79,59 km² de área e 275 habitantes (censo de 2021). A sua densidade populacional é 3,5 hab./km².

## História
Foi constituída em 2013, no âmbito de uma reforma administrativa nacional, pela agregação das antigas freguesias de Fajão e Vidual, tendo sede em Fajão.

## Demografia
A população registada nos censos foi:
| Distribuição da População por Grupos Etários | Distribuição da População por Grupos Etários | Distribuição da População por Grupos Etários | Distribuição da População por Grupos Etários | Distribuição da População por Grupos Etários | Distribuição da População por Grupos Etários |
| -------------------------------------------- | -------------------------------------------- | -------------------------------------------- | -------------------------------------------- | -------------------------------------------- | -------------------------------------------- |
| Antes da agregação                           |                                              |                                              |                                              |                                              |                                              |
| Ano                                          | 0-14 anos                                    | 15-24 anos                                   | 25-64 anos                                   | >= 65 anos                                   | Total                                        |
| 2001                                         | 24                                           | 41                                           | 145                                          | 178                                          | 388                                          |
| 2011                                         | 17                                           | 15                                           | 123                                          | 162                                          | 317                                          |
| Após a agregação                             |                                              |                                              |                                              |                                              |                                              |
| Ano                                          | 0-14 anos                                    | 15-24 anos                                   | 25-64 anos                                   | >= 65 anos                                   | Total                                        |
| 2021                                         | 20                                           | 13                                           | 97                                           | 145                                          | 275                                          |